# Franklin (Pennsilvània)
Franklin és una població dels Estats Units a l'estat de Pennsilvània. Segons el cens del 2000 tenia 7.212 habitants.

## Demografia
Segons el cens del 2000, Franklin tenia 7.212 habitants, 3.030 habitatges, i 1.824 famílies. La densitat de població era de 602,7 habitants per quilòmetre quadrat.
Dels 3.030 habitatges en un 29,1% hi vivien nens de menys de 18 anys, en un 41,5% hi vivien parelles casades, en un 14,6% dones solteres, i en un 39,8% no eren unitats familiars. En el 35,5% dels habitatges hi vivien persones soles el 17,4% de les quals corresponia a persones de 65 anys o més que vivien soles. El nombre mitjà de persones vivint en cada habitatge era de 2,27 i el nombre mitjà de persones que vivien en cada família era de 2,94.
Per edats la població es repartia de la següent manera: un 23,8% tenia menys de 18 anys, un 8,8% entre 18 i 24, un 25,9% entre 25 i 44, un 23,1% de 45 a 60 i un 18,5% 65 anys o més.
L'edat mediana era de 40 anys. Per cada 100 dones de 18 o més anys hi havia 83,5 homes.
La renda mediana per habitatge era de 27.063 $ i la renda mediana per família de 37.433 $. Els homes tenien una renda mediana de 35.088 $ mentre que les dones 22.475 $. La renda per capita de la població era de 16.414 $. Entorn del 13,6% de les famílies i el 17,3% de la població estaven per davall del llindar de pobresa.

## Poblacions més properes
El següent diagrama mostra les poblacions més properes.